# Saison 1 de Fiebre de Viña
Chronologie
Saison 2
La première saison de Fiebre de Viña a été diffusée au Chili par Chilevisión entre le 18 février 2011 et le 28 février 2011 et été présenté par Francisca García-Huidobro et Yuri.

## Présentatrices
- Francisca García-Huidobro
- Yuri

## Panélistes
- Pablo Schilling (reporter)
- Nicole « Luli » Moreno (reporter et mannequin)
- Ignacio Gutiérrez (journaliste)

## Invités
| Émission | Date            | Invités |
| -------- | --------------- | --- |
| 1        | 18 février 2011 | Doña Maiga Dino Gordillo Nicole Moreno |
| 2        | 19 février 2011 | Victor Gutiérrez Carolina Parsons Jordi Castell Mauricio Flores Paty Cofré Pilar Ruiz Rodrigo Díaz Daniela Castillo Valentina Roth Mey Santamaría Eduardo Cruz-Johnson Katty Kowaleczko Juan Falcón |
| 3        | 20 février 2011 | Mauricio Flores Francesca Cigna Adriana Barrientos Felipe Avello Eva Gómez Rafael Araneda |
| 4        | 21 février 2011 | Virginia Reginato Óscar Gangas Carlos Baute Camila Silva Claudio Valdés Diego Álvarez Alejandro Ayún                                                                                                |
| 5        | 22 février 2011 | Dino Gordillo Alfredo Alonso Rodrigo Espinoza Jorge Alberti Victor "Zafrada" Díaz Luis Véliz |
| 6        | 23 février 2011 | Américo Chayanne Marcela Vacarezza Óscar Gangas |
| 7        | 24 février 2011 | Rafael Araneda Felipe Avello Camila Silva Nicole Moreno Doña Maiga Mauricio Flores Victor Gutiérrez Alejandro Ayún                                                                                  |
| 8        | 25 février 2011 | Eva Gómez Coco Legrand Iván Zamorano María Alberó Noel Schajris Alejandro Sanz Los Jaivas |
| 9        | 26 février 2011 | Mauricio Flores Pilar Ruiz Paty Cofré Ricardo Meruane Carlos Baute |
| 10       | 27 février 2011 | Rafael Araneda Victor Gutiérrez Denise Rosenthal Sebastián Bobadilla |

### Sources
- (es) Cet article est partiellement ou en totalité issu de l’article de Wikipédia en espagnol intitulé « Fiebre de Viña » (voir la liste des auteurs).